# De zingende kaars
De zingende kaars is het honderdzevenenzestigste stripverhaal uit de reeks van Suske en Wiske. Het is het derde verhaal dat eerst was verschenen als poppenfilm, om vervolgens door Paul Geerts te worden omgewerkt tot stripverhaal.
De afleveringen van de poppenfilm werden op de Nederlandse televisie uitgezonden van 9 februari 1976 tot en met 5 april 1976, waarna Geerts op basis hiervan een stripverhaal maakte. De eerste albumuitgave was in januari 1978, met nummer 167.

## Locaties
- Mispelbeke en toren buiten het dorp, kamp van de Spanjaarden

## Personages
- Suske, Wiske met Schanulleke, tante Sidonia, Lambik, Jerom, professor Barabas, Sus Antigoon, Krawaat (raaf), Spanjaarden, capitano, zingende kaars

## Uitvindingen
- De teletijdmachine

## Het verhaal
Suske, Wiske en tante Sidonia komen thuis na enkele dagen vakantie te hebben gevierd in eigen land en tante Sidonia denkt dat ze een ton ziet bewegen in haar tuin. Als Lambik plotseling het huis binnenkomt, schrikt tante Sidonia enorm. Lambik vertelt dat hij ’s nachts het huis van tante Sidonia in de gaten heeft gehouden omdat hij geruchten heeft gehoord in café ’t Hoekske, en hij heeft een witte gedaante rond het huis zien dwalen. De vrienden geloven Lambik niet en hij vertrekt boos, maar als Wiske ’s nachts hout gaan halen in de tuin ziet ze de ton inderdaad bewegen. Het spook blijkt Sus Antigoon te zijn en hij vertelt dat hij teruggekomen is uit het rijk Fantasia om de raaf Krawaat tegen te houden. Krawaat wil de Spanjaarden helpen om het dorp Mispelbeke te veroveren. Een goede fee betoverde Krawaat als boze tovenaar en daardoor veranderde hij in een kraai. De fee moest vertrekken, maar ze liet een brandende kaars op een toren buiten het dorp achter om het dorp te beschermen. Zolang de kaars brandt zal ze zingen als er gevaar dreigt, zullen vijanden verjaagd worden en zullen kanonskogels worden teruggeworpen. Sus Antigoon vertelt dat hij de enige is de Krawaat kan tegenhouden, maar hij is in het verkeerde tijdperk beland. Suske en Wiske brengen Sus Antigoon naar professor Barabas. De twee zijn blij elkaar weer te zien. Via het scherm zien de vrienden het dorp Mispelbeke in de zestiende eeuw. Professor Barabas flitst Sus Antigoon naar het dorp, maar weigert Suske en Wiske mee te laten gaan. Suske en Wiske gebruiken de teletijdmachine toch en komen in Mispelbeke terecht. Krawaat hoort de kinderen praten over Sus Antigoon en valt Suske aan, Sus Antigoon verjaagt Krawaat maar is erg zwak doordat zijn fles is kwijtgeraakt.
Krawaat vindt de fles van Sus Antigoon, maar wordt dan door Spanjaarden gevangengenomen. Krawaat vertelt dat Sus Antigoon de zingende kaars wil beschermen, maar hij vertelt ook dat de fles van het spook in zijn bezit is. De Spanjaarden nemen Krawaat mee naar de capitano, maar de raaf weet te ontkomen. Krawaat gaat naar de capitano en vertelt dat Sus Antigoon de enige is die de kaars opnieuw kan aansteken als deze is gedoofd. De capitano verstopt de fles van Sus Antigoon in zijn kist en hij geeft opdracht het kanon in stelling te brengen. Suske en Wiske gaan ’s nachts naar de toren, als de kaars begint te zingen weten ze dat er gevaar dreigt en ze zien hoe Krawaat de vlam dooft. Sus Antigoon heeft de kinderen verteld welke planten ze moeten gebruiken om een slaapdrank te maken en Suske vervangt de bewaker van het kanon. Suske laat de mannen en Krawaat van de slaapdrank drinken en de kinderen gaan naar het kamp om de fles van Sus Antigoon te zoeken. Ze vinden de fles, maar als ze de tent van de capitano willen uitgaan komt Krawaat binnen en ze worden gevangengenomen. Krawaat geeft een soldaat goud om de kinderen te doden, maar professor Barabas ziet dit op het scherm en hij flitst Lambik en Jerom naar het verleden. Lambik redt de kinderen en Jerom verslaat de soldaten. Suske en Wiske gaan met de fles naar Sus Antigoon en deze krijgt zijn krachten terug. Krawaat laat de Spanjaarden de toren beschieten, maar Jerom kan voorkomen dat deze wordt geraakt en hij verslaat de mannen. Als Krawaat opnieuw een kogel op de toren afvuurt, verschijnt Sus Antigoon en hij steekt de kaars opnieuw aan. Krawaat wordt geraakt door zijn eigen kogel, die door de kracht van de kaars terug is gekomen. Sus Antigoon zingt samen met de kaars het overwinningslied, de Spanjaarden breken het kamp op en ze trekken weg. De vrienden worden naar hun eigen tijd geflitst, maar Lambik komt niet in de cabine tevoorschijn. Via het scherm van de teletijdmachine zien de vrienden dat Lambik aan een satelliet is blijven hangen en hij wordt alsnog naar het laboratorium geflitst.

## Trivia
- Het verhaal is aangepast voor het stripalbum, eerder was De zingende kaars een aflevering uit de poppenserie van Suske en Wiske.
- Sus Antigoon heeft last van een droge lever omdat zijn fles is kwijtgeraakt, nadat hij in het verleden is aangekomen. In het album De koning drinkt heeft koning Poefke ook last van een droge lever. De enige remedie tegen deze ziekte is alcohol drinken.
- De andere verhalen uit de poppenserie zijn:
  - De gouden locomotief
  - De minilotten van Kokonera
  - De windbrekers
  - De regenboogprinses
  - Het laatste dwaallicht